# Turaif
Turaif, en arabe : طريف, est une ville du nord de l'Arabie saoudite, près de la frontière avec la Jordanie. Sa population est d'environ 41 785 habitants.
La ville de Turaif est l'une des villes établies pour la surveillance de l'oléoduc trans-arabe.

## Tourisme
- Aéroports
  - domestique : Turaif Domestic Airport
  - autres : Al Qurayyat (120km), Arar (240), Sakaka (390).
- Routes :
  - 85 est : Arar (240), Hafar Al-Batin (+560),
  - 85 ouest : Al Qurayyat (120), Al Hadiyhah (poste-frontière, 150), Asr Al-Azraq, Amman (Jordanie),